# Husantunet
Husantunet er et kulturhistorisk frilandsmuseum i Alvdal kommune i Innlandet, Norge. Det består af en gård, og er blandt de bedst bevarede i landet. Det er en del af Nordøsterdalsmuseet og omtales også som Alvdal museum.
Den ældste bygning som er bevaret er fra 1700-tallet. Af de 17 bygninger på gården er 15 fredet af Riksantikvaren. De forskellige bygninger viser byggeskikken i Nord - Østerdal fra 1650 – 1850.